# Kroktjärnen (Hällesjö socken, Jämtland)
Kroktjärnen är en sjö i Bräcke kommun i Jämtland och ingår i Ljungans huvudavrinningsområde. Sjöns area är 0,047 kvadratkilometer och den är belägen 300 meter över havet.